# 斎藤智美
斎藤 智美（さいとう ともみ、1988年2月3日 - ）は、岩手県出身の元バスケットボール選手である。ポジションはセンターフォワード。

## 来歴
ミニバスクラブでバスケを始め、盛岡市立見前中学校を経て、盛岡市立高校に進学。
2006年、三菱電機に入社。2012年引退。
現在は岩手県のB3リーグ 岩手ビッグブルズ U15 ヘッドコーチを務めている。
なお、岩手ビッグブルズスクールコーチも兼任している。スクール生は随時募集しているそうだ。

## 経歴
- 盛岡市立高校 - 三菱電機（2006年〜2012年）
- 岩手ビッグブルズU15 ヘッドコーチ(2021年~)